# Xã Hobart, Quận Otter Tail, Minnesota
Xã Hobart (tiếng Anh: Hobart Township) là một xã thuộc quận Otter Tail, tiểu bang Minnesota, Hoa Kỳ. Năm 2010, dân số của xã này là 778 người.